# San Secondo Parmense
San Secondo Parmense ist eine italienische Gemeinde (comune) mit 5872 Einwohnern (Stand: 31. Dezember 2023) in der Provinz Parma, Region Emilia-Romagna.

## Geographie
Die Gemeinde liegt am Unterlauf des Taro rund 15 Kilometer nordwestlich der Stadt Parma in der zur Po-Ebene gehörenden Bassa Parmense auf 38 m s.l.m. Zum Gemeindegebiet gehören die Fraktionen Castell’Aicardi, Copezzato, Corticelli, Martorano, Pavarara, Pizzo, Ronchetti, Valle und Villa Baroni.

## Kulinarisches
Aus San Secondo Parmense und Umgebung stammt der Vorderschinken Spalla cotta di San Secondo, dem jährlich Ende August ein Volksfest gewidmet ist.

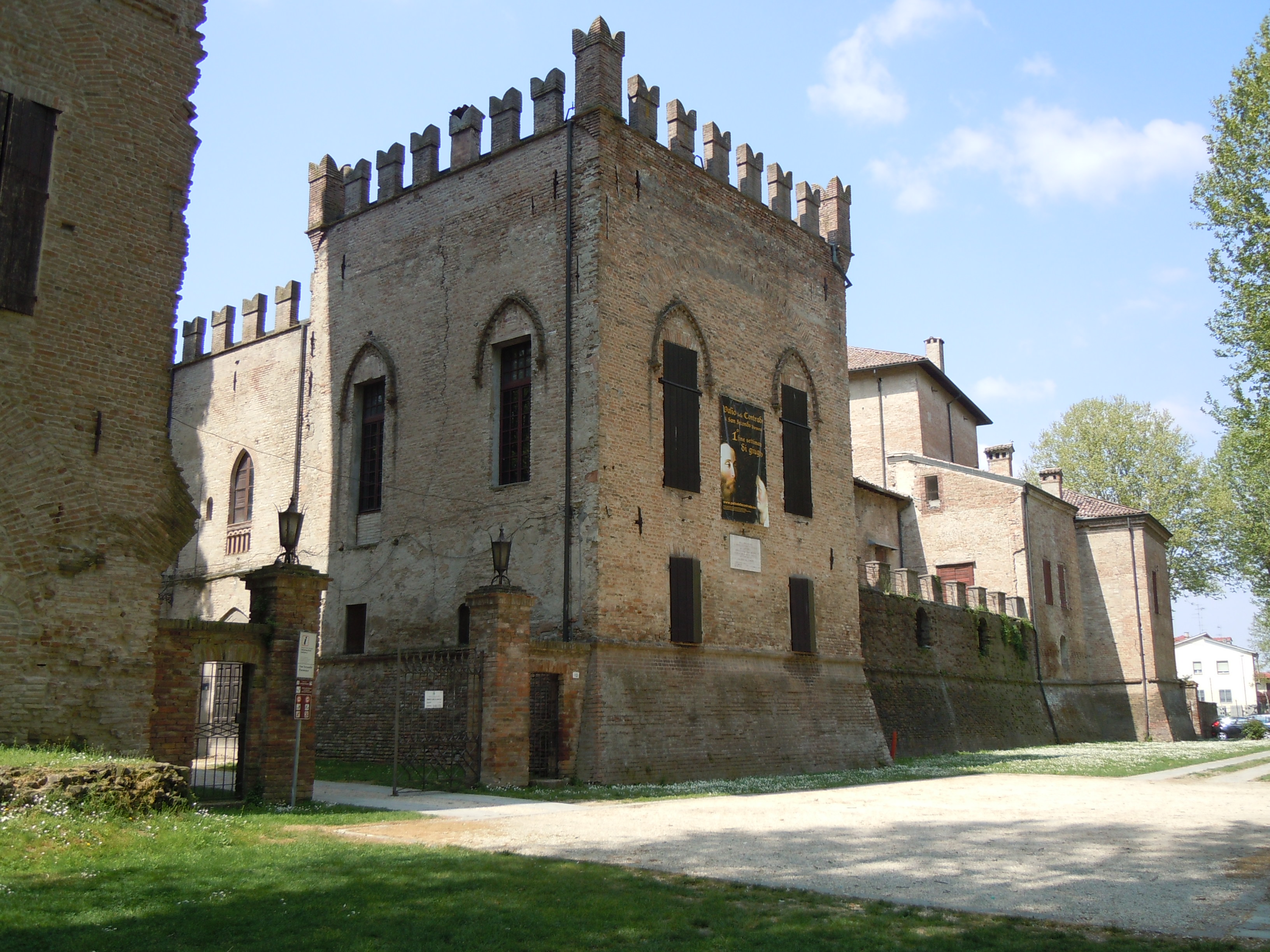
Rocca dei Rossi
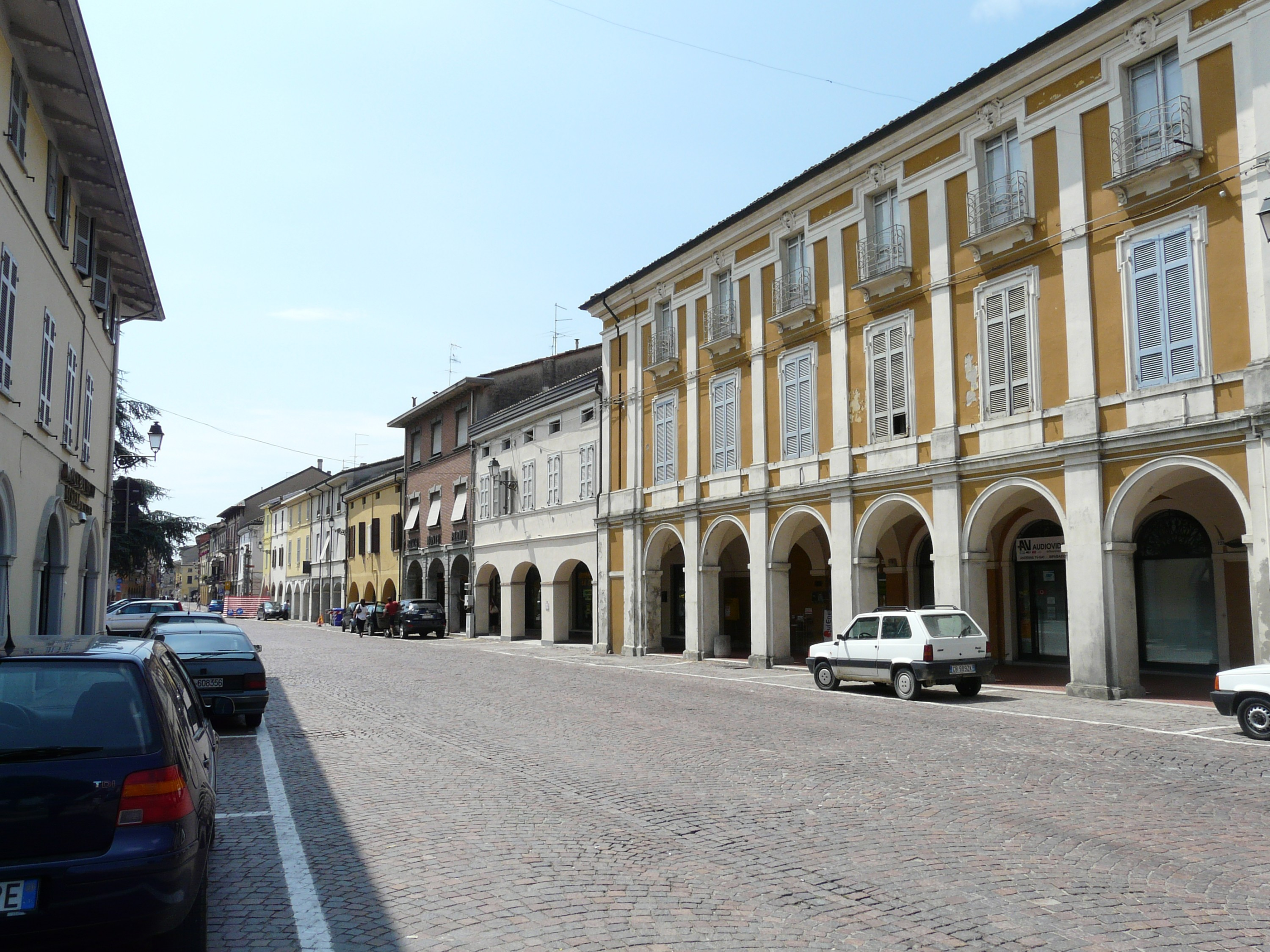
Ortskern
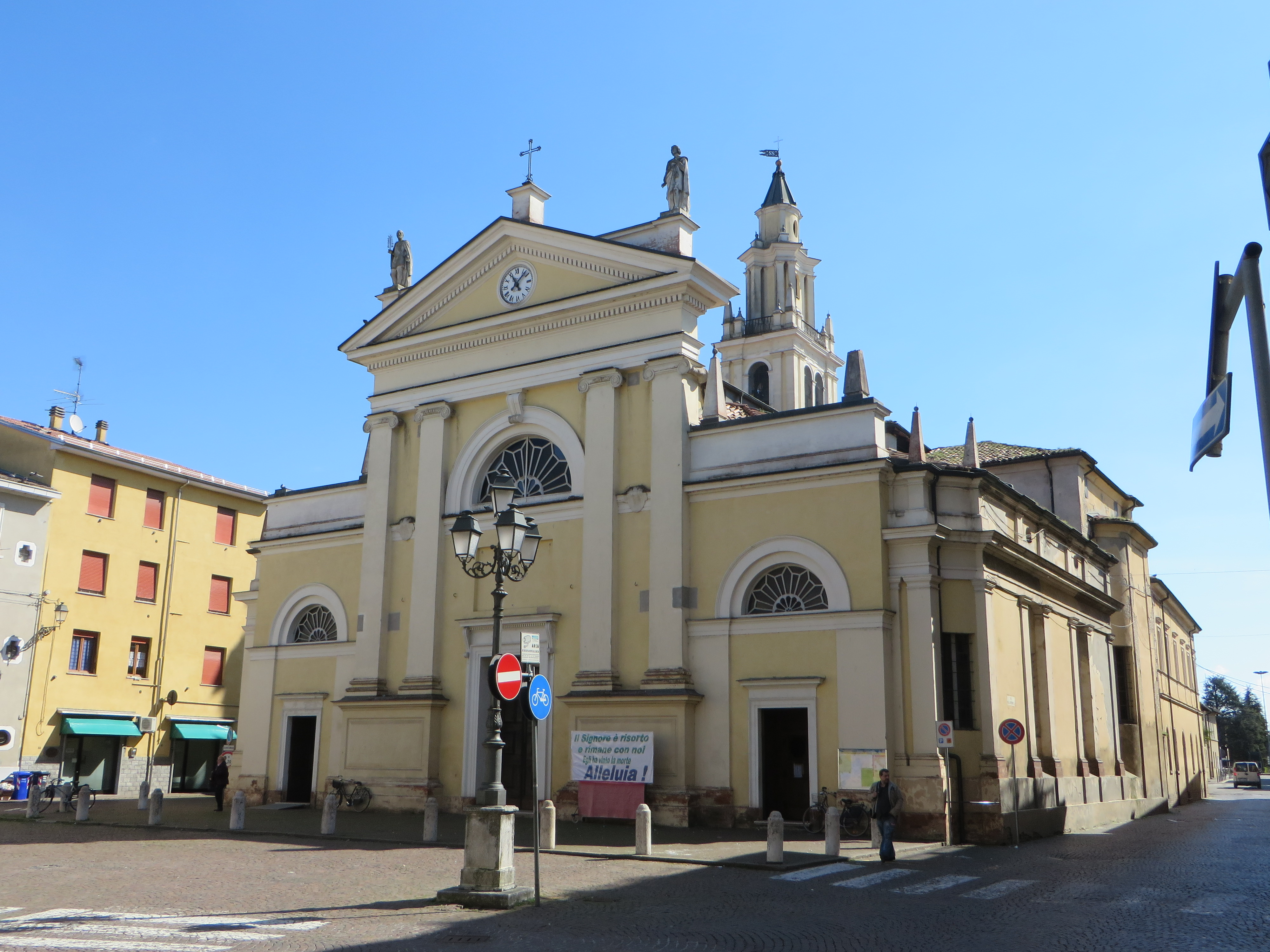
Collegiata della Beata Vergine Annunciata
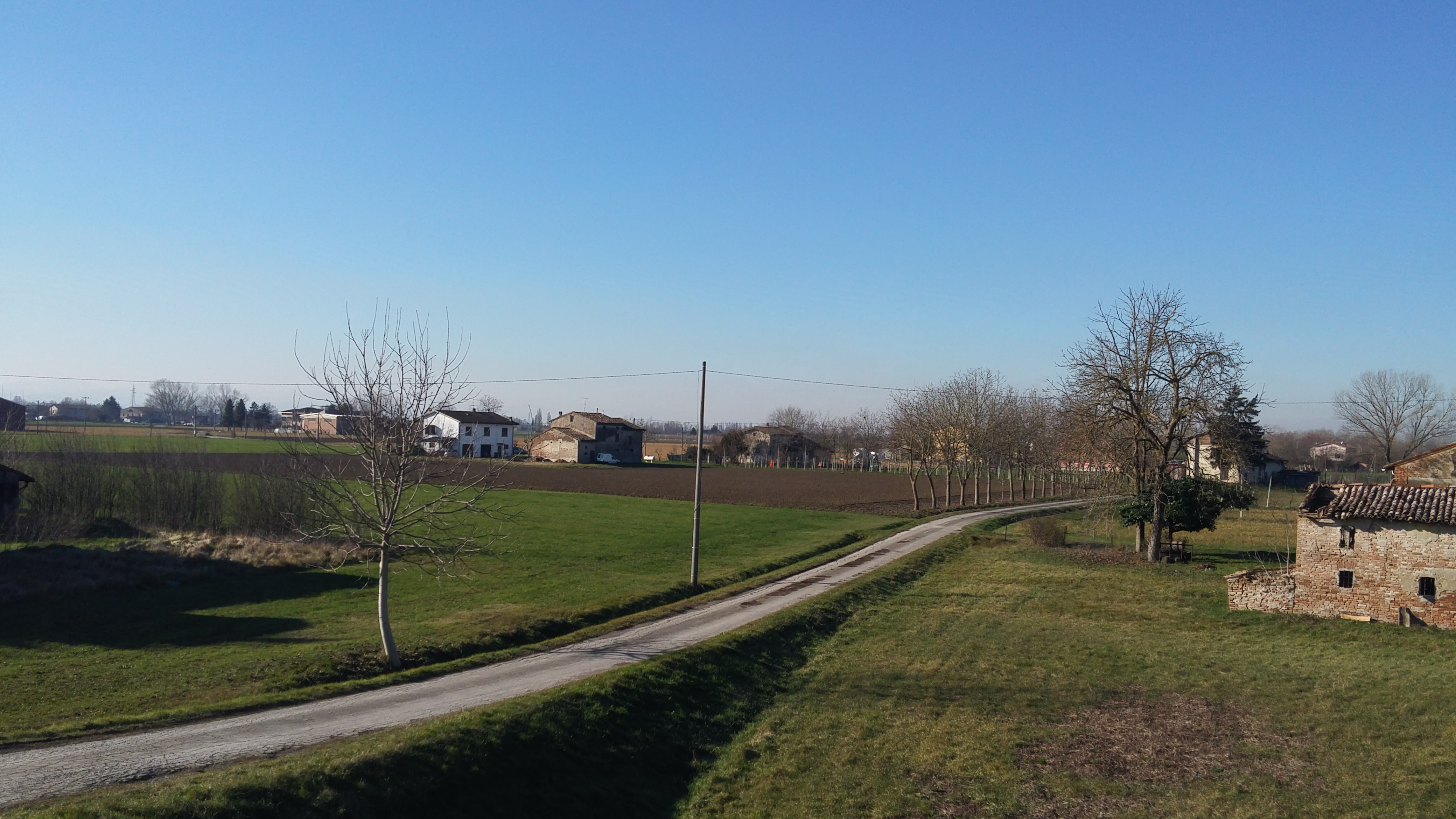
Der Ortsteil Copezzato am Taro

## Persönlichkeiten
- Orlando de’ Rossi (≈1150–1215), Condottiere und Podestà
- Bernardo de’ Rossi (≈1190–1248), Condottiere und Podestà
- Ugolino de’ Rossi (≈1300–1377), Bischof von Parma
- Bertrando de’ Rossi (≈1365–≈1404), Adeliger
- Giovanni de’ Rossi (1431–1502), Condottiere
- Bernardo Rossi (1432–1468), Bischof von Cremona und Novara
- Guido de’ Rossi (≈1440–1490), Condottiere
- Troilo I. de’ Rossi (≈1462–1521), Condottiere
- Pier Maria III. de’ Rossi (1504–1547), Condottiere und Markgraf von San Secondo
- Giovan Girolamo de’ Rossi (1505–1564), Bischof von Pavia und Literat
- Giulio Cesare de’ Rossi (1519–1554), Condottiere
- Sigismondo de’ Rossi (1524–1580), Condottiere und Markgraf von San Secondo
- Troilo II. de’ Rossi (≈1525–1591), Condottiere und Markgraf von San Secondo
- Ippolito de’ Rossi (1531–1591), Bischof von Pavia und Kardinal
- Angela de’ Rossi (≈1540–1573), Adelige
- Ferrante de’ Rossi (≈1545–1618), Condottiere und Markgraf von San Secondo
- Troilo III. de’ Rossi (1574–1593), Condottiere und Markgraf von San Secondo
- Federico I. de’ Rossi (1580–1632), Markgraf von San Secondo
- Troilo IV. de’ Rossi (1601–1635), Condottiere und Markgraf von San Secondo
- Pier Maria IV. de’ Rossi (1620–1653), Condottiere und Markgraf von San Secondo
- Scipione I. de’ Rossi (1628–1715), Markgraf von San Secondo
- Federico II. de’ Rossi (1660–1754), Condottiere und Markgraf von San Secondo
- Scipione II. de’ Rossi (1715–1802), Markgraf von San Secondo
- Vito Frazzi (1888–1975), Komponist und Musikpädagoge.
- Luca Salsi (* 1975), Bariton
- Paolo Bossoni (* 1976), Radrennfahrer.
- Alberta Brianti (* 1980), Tennisspielerin.